# استان کوردوبا (آرژانتین)
استان کوردوبا یکی از استان‌های ۲۳ گانه آرژانتین، واقع در مرکز کشور می‌باشد که با استان‌های سانتیاگو دل استرو، لا ریوخا، سان لوئیس، کاتامارکا، بوئنوس آیرس، لا پامپا و سانتا فه مرز مشترک دارد. شهر کوردوبا، مرکز استان، دومین شهر بزرگ آرژانتین است.
استان کوردوبا به همراه سانتافه و انتره ریوز، بخشی اقتصادی – سیاسی به نام منطقه مرکزی تشکیل می‌دهند.

## تاریخچه
پیش از ورود اسپانیایی‌ها به آمریکای جنوبی، استانی کوردوبا زیستگاه بومیان (ساناویرونس و کومچینگونس) بود.
اسپانیایی‌ها پس از ایجاد حاکم‌نشین پرو به دنبال راهی به بندر ریو د لا پلاتا (اقیانوس اطلس) بودند تا طلا و نقره پرو را به اروپا انتقال دهند. شهر کوردوبا در ۶ ژوئیه ۱۵۷۳ در بین این مسیر توسط خرونیمو لوئیز ده کابرا بنا شد. با تجارت فلزات قیمتی از پرو، استان به یک مرکز فرهنگی عمده بدل می‌شد.
دانشگاه ملی کوردوبا - نخستین دانشگاه کشور - در ۱۶۲۲ تأسیس شد و در سال ۱۷۶۱ ماشین چاپ در آن به کار گرفته شد.
در ۱۷۸۳، هفت سال پس از تحکیم حاکم‌نشین ریودلاپلاتا (وابسته به امپراتوری اسپانیا)، کوردوبا مرکز منطقه‌ای شد که ایالات لاریوخا، مندوزا، سان خوان و سان لوئیز کنونی را در بر می‌گرفت.
نخستین فرماندار کوردوبا با ۳۸۸۰۰ نفر جمعیت، رافائل ده سوبرمونته بود.
پس از انقلاب مه (۱۸۱۰)؛ گوتیرز دلا کونچا به میتینگی پیوست که اقتدار شورای بوئنوس آیرس را زیر سؤال می‌برد. سانتیاگو ده لینیرس، رهبر مقاومت در حمله بریتانیایی‌ها به ریودلاپلاتا، نیز در این میتینگ حاضر بود. با حمله اورتیز ده کامپو به شهر، رهبران مخالف اعدام شدند.
پس از سال ۱۸۲۰ کوردوبا و بوئنوس آیرس برای اداره کشور که در آن هنگام، حوزه اجرایی و قانونی نداشت تقلا می‌کردند. کوردوبا در پی سازمان فدرالی ایالات بود در صورتی که بوئنوس آیرس بر ایجاد یک دولت متمرکز پافشاری داشت. استان به مدت ۱۵ سال درگیر شورش‌های داخلی شد تا اینکه اوضاع توسط دولت موقت فلیکس دلاپنیا (۱۸۶۸) به ثبات رسید.
در مدت ریاست جمهوری سارمینتو یک رصدخانه (۱۸۷۱) و دانشکده علوم فیزیکی و ریاضیات (۱۸۷۳) در استان افتتاح شد.
با ایجاد سیستم ریلی و مهاجرت اروپاییان، جمعیت کوردوبا رو به فزونی نهاد. پس از ۱۸۸۷ کولونی‌های مختلف زراعی (مارکوس خوارز، سان فرانسیسکو) ایجاد شدند و استراحتگاه‌های پیشین فرایل موئرتو (بل ویل کنونی)، فریرا (ویا ماریا ی کنونی) و لوس لوسروس (ریوسگوندو ی کنونی) که بر سر راه بوئنوس آیرس بودند تبدیل به مراکز زراعی، تجاری و صنعتی شدند.
جنبش اصلاح دانشگاه (۱۹۱۸) که از کوردوبا سرچشمه می‌گرفت در تمام آمریکای جنوبی تأثیرگذار بود. از عمده دستاوردهای جنبش، مدرن کردن مندرجات تحصیلاتی و بهبود حقوق دانشجویان بود که توسط فرماندار مترقی وقت، آمادئو ساباتینی، به تصویب رسید.
پس از جنگ جهانی دوم، کارگران بیشماری از سایرمناطق کشور و خارج، جذب توسعه صنعتی کوردوبا شدند. در خلال ریاست جمهوری آرتورو فروندیزی (۱۹۵۸ تا ۱۹۶۲) صنایع خودرو در کوردوبا و حومه به وجود آمد.
به دنبال کودتایی که به عزل خوان پرون (۱۹۵۵) انجامید، گروه‌های پرونیست درسراسر کشور پدید آمدند. این گروه‌ها به همراه سوسیالیست‌ها و آنارشیست‌ها به مخالفت با دیکتاتوری نظامی سوم پرداختند که منجر به بازداشت‌های گسترده تحصیلکرده‌ها و روشنفکران گردید. به سبب نارضایتی فزاینده از فرماندار انتصابی، کارگران و دانشجویان نیز به صفوف مخالفان پیوستند. فرجام این اعتراضات به قیام مردمی (در کل کشور) و خشونت‌آمیز قیام کوردوبازو | کوردوبازو انجامید (مه ۱۹۶۹). دیکتاتوری نظامی با عزل «خوان کارلوس اونگانیا» ترک برداشت و جناح‌های میانه روتری قدرت را به دست گرفتند.
با وجود خشونت چپگرایان در ۱۹۷۳، جنایات جنگی ۱۹۷۶ تا ۷۷، سیاست تجارت آزاد، بحران وام دهه ۱۹۸۰و بحران مالی اخیر، اوضاع استان رو به بهبود گذاشت.

## اقتصاد
استان کوردوبا با تولید ناخالص داخلی برابر ۲/۲۷ میلیارد دلار در سال ۲۰۰۶ و درآمد سرانه ۹۰۴۰ دومین استان توسعه یافته پس از بوئنوس آیرس است.
بخش کشاورزی ۱۰ درصد اقتصاد استان را تشکیل می‌دهد. محصولات زراعی استان سویا، غلات و ذرت است. فعالیت‌های دامی نیز مربوط به پرورش گاو و گوسفند است طوری‌که ۲۸ درصد لبنیات و ۱۵ درصد گوشت کشور در کوردوبا تولید می‌شود.
از سایر فعالیت درآمدزای کوردوبا، صنایع غذایی با تولید روغن، شیر، فراورده‌های غلات و شکلات است.
ایجاد صنایع هوایی (۱۹۲۷) و سرمایه‌گذاری‌های خارجی اوایل ۱۹۵۵ در زمینه صنایع خودرو، ماشین‌های زراعی، صنایع غذایی به استان نمایی صنعتی داد. در کوردوبا معادنی چون اورانیوم، سنگ مرمر و آهک وجود دارد. در ضمن ۱۵ سد برای تولید انرژی تأسیس شده‌است.
در بخش خدمات، صنعت جهانگردی با سالانه ۳ میلیون گردشگر، منبع درامدزایی می‌باشد. جاذبه‌های توریستی استان عبارتند از:
مزارع توریستی (آگروتوریسم)
آب و هوای معتدل با رودهای کوچک
موسیقی فولکلوریک کسکویین
چشنواره فولکلوریک خسوس ماریا

## تقسیمات سیاسی
استان به ۲۶ بخش (دپارتمان) تقسیم می‌شود.
۱ – بخش کالاموچیتا
۲ – بخش مرکزی
۳ – بخش کولون
۴ – بخش کروز دل اخه
۵ – بخش خنرال روکا
۶ – بخش خنرال سان مارتین
۷ – بخش ایسچیلین
۸ – بخش خوارز سلمان
۹ – بخش مارکوس خوارز
۱۰ – بخش میناس
۱۱ – بخش پوچو
۱۲ – بخش پرزیدنته روکه سائنز پنیا
۱۳ – بخش پونیا
۱۴ – بخش ریو کوارتو
۱۵ – بخش ریو پریمرو
۱۶ – بخش ریو سکو
۱۷ – بخش ریو سگوندو
۱۸ – بخش سان آلبرتو
۱۹ – بخش سان خاویر
۲۰ – بخش سان خوستو
۲۱ – بخش سانتاماریا
۲۲ – بخش سوبره مونته
۲۳ – بخش ترسه رو آریبا
۲۴ - بخش توتورال
۲۵ – بخش تولومبا
۲۶ – بخش اونیون